# Regionalna vaterpolo liga za žene
Regionalna vaterpolo liga za žene
Prva sezona natjecanja bila je 2018.
Prve utakmice prvog izdanja regionalne lige odigrane su 23. i 24. veljače 2018. u Zagrebu.
Radilo se o natjecanju za žene unutar Jadranske lige.
Nakon prvog izdanja lige srpski klubovi pridružili su se te godine osnovanoj Dunavskoj ligi.

## Popis klubova koji su sudjelovali (2018. – 2020.)
U zagradi je godina prvog sudjelovanja.
Poredani abecedno prvo po sjedištu kluba pa zatim po nazivu, preskačući oznaku vrste kluba.
ugašeni klubovi
Hrvatska
- ŽVK Bura, Split (2018.)
- VK Jadran Split, Split (2020.)
- OVK POŠK, Split (2018./19.)
- ŽAVK Mladost, Zagreb (2018.)

Srbija
- ŽVK Crvena zvezda, Beograd (2018.)
- VK Palilula, Beograd (2018./19.)
- VK Vojvodina, Novi Sad (2018.)

## Izdanja
Kazalo
* U zagradi je broj klubova, odnosno država, koji je inicijalno trebao sudjelovati u Ligi; izbačeni ili odustali.
| Lokacija završnog turnira | Godina    | Broj * država | Broj * klubova | Broj * klubova | Prvaci               | rez.  | #2               | #3            | #4            | #1 nakon osnovnog dijela | Ref                                                                   |
| Lokacija završnog turnira | Godina    | Broj * država | liga           | doigr.         | Prvaci               | rez.  | #2               | polufinalisti | polufinalisti | #1 nakon osnovnog dijela | Ref                                                                   |
| ------------------------- | --------- | ------------- | -------------- | -------------- | -------------------- | ----- | ---------------- | ------------- | ------------- | ------------------------ | --------------------------------------------------------------------- |
| Zagreb                    | 2020.     | 2             | 4              | –              | ŽAVK Mladost [2–1–0] | –     | Palilula [2–0–1] | Crvena zvezda | Jadran        | —                        | [ 12 ] [ 13 ]                                                         |
| Zagreb                    | 2018./19. | 2             | 4              | 2              | ŽAVK Mladost         | 10:7  | Palilula         | OVK POŠK      | Crvena zvezda | ŽAVK Mladost [6–0–0]     | [ 14 ] [ 15 ] [ 16 ] [ 17 ] [ 18 ] [ 19 ] [ 20 ]                      |
| Dubrovnik                 | 2018.     | 2             | 3(4)           | 2              | ŽAVK Mladost         | 12:11 | Crvena zvezda    | Vojvodina     | Bura          | ŽAVK Mladost [5–0–0]     | [ 21 ] [ 22 ] [ 23 ] [ 24 ] [ 25 ] [ 26 ] [ 27 ] [ 28 ] [ 29 ] [ 30 ] |

### Vječna ljestvica
zaključno sa izdanjem 2020. 
| Nepoznata kratica »« | Klub          | Sjedište | Prvak | Drugi | TOP4 | Ostali nazivi; Napomene |
| -------------------- | ------------- | -------- | ----- | ----- | ---- | ----------------------- |
|                      | ŽAVK Mladost  | Zagreb   | 3     | 0     | –    |                         |
|                      | Palilula      | Beograd  | 0     | 2     | –    |                         |
|                      | Crvena zvezda | Beograd  | 0     | 1     | –    |                         |

## Nagrade
| Sezona    | MVP                          | Najbolji strijelac |
| --------- | ---------------------------- | ------------------ |
| 2020.     | Filipa Petrić (ŽAVK Mladost) | ()                 |
| 2018./19. | ()                           | ()                 |
| 2018.     | ()                           | ()                 |

## Vanjske poveznice
- RVL
- RVL 2  Arhivirana inačica izvorne stranice od 2. travnja 2024. (Wayback Machine)